# Antorcha Humana
La Antorcha Humana (Jonathan "Johnny" Storm) es un superhéroe ficticio que aparece en los cómics estadounidenses publicados por Marvel Comics. Él es un miembro fundador de los 4 Fantásticos. Creado por el escritor Stan Lee y el artista Jack Kirby, el personaje apareció por primera vez en Fantastic Four, Vol. 1, #1 (noviembre de 1961). Un similar, sin relación con el personaje del mismo nombre y poderes había sido creado en 1939 por el escritor-artista Carl Burgos para la compañía predecesora de Marvel Comics, Timely Comics.
Al igual que el resto de los 4 Fantásticos, la Antorcha Humana obtuvo sus poderes en una nave espacial bombardeada por rayos cósmicos. Él puede convertir su cuerpo en llamas, es capaz de volar, puede absorber el fuego sin causar daño a su propio cuerpo, y puede controlar cualquier llama cercana con la pura fuerza de voluntad. "¡Llamas a mí!, la frase que la Antorcha habitualmente grita cuando enciende su cuerpo en llamas, se ha convertido en su eslogan. Es el más joven del grupo, es temerario e impetuoso en comparación con la Mujer Invisible, su sensato cuñado, Reed Richards y el gruñón de Ben Grimm. A principios de la década de 1960, protagonizó una serie de aventuras en solitario, publicadas en Strange Tales. La Antorcha Humana también es amigo y aliado del Hombre Araña, que tiene aproximadamente la misma edad.
En el cine, es interpretado por Jay Underwood en la película inédita de 1994 Los Cuatro Fantásticos; Chris Evans en la película del 2005, Los 4 Fantásticos, su secuela del 2007, Los 4 Fantásticos y Silver Surfer y lo retoma por última vez en su participación estelar en la película de 2024, Deadpool & Wolverine. Michael B. Jordan en la película de 2015, Los 4 Fantásticos y Joseph Quinn llega al Universo cinematográfico de Marvel intepretando a la Antorcha Humana para The Fantastic Four: First Steps (2025) y repetirá el papel en Avengers: Doomsday (2026) y Avengers: Secret Wars (2027).

## Historial de publicaciones
Creado por el escritor Stan Lee y el artista Jack Kirby, Johnny Storm es una renovación del personaje original de Carl Burgos, el androide Antorcha Humana, creado para Timely Comics en 1939. Storm apareció por primera vez en The Fantastic Four #1 (portada con fecha de noviembre de 1961), estableciéndolo como miembro del equipo titular de superhéroes. En su resumen de la trama para este primer número, Lee le dijo a Kirby que la Autoridad del Código de Cómics recientemente formada le había dicho que a la Antorcha Humana solo se le permitía quemar objetos, nunca personas. En el transcurso de la serie, Johnny, siendo el hermano pequeño de su compañera de equipo Susan Storm, también conocida como la Chica Invisible, fue una de las varias fuentes de tensión dentro del grupo.
Además, protagonizó una función en solitario en Strange Tales # 101-134 (octubre de 1962 - julio de 1965). Una serie de ocho números, The Human Torch (septiembre de 1974 - noviembre de 1975), reimprimió historias de esa función en solitario, junto con historias que presentaban al androide original Antorcha Humana. Años posteriores también vieron una serie de 12 números, Human Torch (junio de 2003 - junio de 2004) del escritor Karl Kesel y el dibujante Skottie Young, y la miniserie de cinco números Spider-Man / Human Torch (marzo-julio de 2005) del escritor Dan Slott y el dibujante Ty Templeton.
La Antorcha Humana fue originalmente la coprotagonista permanente de Marvel Team-Up, pero se eliminó después de tres números porque los creadores encontraron este formato demasiado restrictivo. Coprotagonizó dos cómics one-shot, Spider-Man & the Human Torch en... ¡Bahía De Los Muertos! # 1 (mayo de 2009), del escritor Tom Beland y el artista Juan Doe, e Incredible Hulk & the Human Torch: From the Marvel Vault # 1, una historia inédita de 1984, originalmente pensada para Marvel Team-Up por plotter Jack C. Harris, el guionista y dibujante Kesel, y el dibujante Steve Ditko.

## Historia del personaje

### Comienzos
Creciendo en una ciudad ficticia suburbana de Long Island, Jonathan Storm perdió a su madre debido a un accidente automovilístico del cual su padre, el cirujano Franklin Storm, escapó ileso. Franklin Storm entró en el alcoholismo y la ruina financiera, y fue encarcelado después de matar a un prestamista en defensa propia. Johnny Storm fue criado por su hermana mayor, Sue Storm.
A los 16 años, Johnny Storm se unió a su hermana y al novio de Sue, Reed Richards, en un vuelo espacial en el que la radiación cósmica transformó a los tres y al piloto de la nave, Ben Grimm, en seres con superpoderes, quienes se convertirían en el famoso equipo de superhéroes de los 4 Fantásticos. Storm, ahora con la capacidad de convertirse en un humano en llamas con el poder de volar y proyectar fuego, tomó el apodo de la Antorcha Humana, en homenaje al héroe de la Segunda Guerra Mundial del mismo nombre. En Fantastic Four #4, es el impetuoso Storm quien descubre a un vagabundo amnésico al que le ayuda a recuperar su memoria como el antihéroe Namor, uno de los tres héroes más populares del precursor de 1940 de Marvel Comics, Timely Comics, que lo devuelve a la continuidad moderna.
Aunque era un miembro de súper-equipo famoso, Storm aún vivía principalmente en Glenville y asistía a la Preparatoria de Glenville, como se muestra en su serie concurrente en solitario en los cómics Strange Tales, empezando con la edición #101. Esa serie lo muestra manteniendo una identidad secreta, a pesar de que la continuidad retroactiva reveló más tarde que sus conciudadanos eran conscientes de su condición como miembro de los 4 Fantásticos y simplemente le siguió la corriente. Esta serie introdujo a los que serían enemigos recurrentes de los 4 Fantásticos como Mago (Bentley Wittman) y Paste-Pot Pete, más tarde conocido como Trapster; En la vida hogareña de Storm, Mike Snow, un miembro del escuadrón de lucha de la escuela secundaria, acosó a Storm hasta que un ataque accidental de los poderes de la Antorcha quemó la cara de Snow. Storm se fue con su compañera Dorrie Evans, aunque finalmente se cansó de sus constantes desapariciones y rompió su relación.

### Universidad
Después de graduarse de la preparatoria, Storm se inscribió en la Universidad Metropolitana de Nueva York. Ahí se hizo amigo de su compañero Wyatt Wingfoot. También conoció a la Antorcha Humana original de los años 1930 y 1940. Alrededor de esta época, Storm conoció y se enamoró de Crystal, un miembro de la raza hiperpoderosa de los Inhumanos. Después de que su relación terminó, Crystal regresó a su ciudad natal de Attilan y finalmente se casó con el superhéroe Quicksilver, Storm, aplastado, intentó seguir adelante, descubriendo que su novia de la escuela secundaria, Dorrie Evans, se había casado y había tenido dos niños. Storm abandonó la universidad pero siguió siendo amigo de Wingfoot, quien a menudo participó en las aventuras de los 4 Fantásticos.
Storm finalmente comenzó un romance con Alicia Masters (en realidad era la Skrull Lyja haciéndose pasar por Alicia), y, con el tiempo, se casó con ella. Storm más tarde descubre la verdadera identidad de "Alicia", y que Lyja está embarazada de su hijo. Luego fue testigo de la aparente muerte de Lyja y rescató a la verdadera Alicia de los Skrulls.
Storm se unió brevemente a su sobrino Franklin Richards, equipo de Fantastic Force, donde se enfrentó a su homólogo extradimensional, Vangaard (anteriormente Gaard). Lyja se hizo pasar por la estudiante Laura Green y salió con Storm para estar cerca de él; Storm la reconoció cuando se besaron, aunque no se lo reveló hasta más tarde.

### Fuera de carrera y movimiento anti-registro
En busca de una carrera como actor, Storm fue seleccionado como el héroe del Viejo Oeste, el Rawhide Kid, pero los productores reconsideraron y le dieron el papel a Lon Zelig (en realidad, el alienígena Super-Skrull). Después de trabajar principalmente en algunos programas de televisión, Storm también pasó algún tiempo como bombero a instancias de su excompañero de clase, Mike Snow, pero cuando Snow se mudó después de que su esposa resultó ser un pirómano psicópata y aparentemente murió, Storm dejó el trabajo. Más tarde regresó a la profesión durante un período en el que los Cuatro Fantásticos no tenían dinero. Frustrada con la vida sin dirección de su hermano y su bromismo casi desastroso, su hermana lo obligó a convertirse en director financiero de Fantastic Four, Inc. La lucha y la traición provocaron una catástrofe casi total que acabó con la posición de Storm.
Después de una gran batalla con el supervillano y el dictador Doctor Doom, el líder de los Cuatro Fantásticos, Reed Richards intentó reclamar Latveria de Doom para los Cuatro Fantásticos, un acto que alienó al gobierno de los Estados Unidos y su propio equipo. Esto condujo a la muerte aparente del miembro del equipo Ben Grimm y la posterior dispersión de los Cuatro Fantásticos. Storm se dedicó a arreglar autos para ganarse la vida. Grimm más tarde se reveló que estaba vivo. En Internet, Storm conoce a una joven, Cole, a quien se entera de que es hija de uno de los enemigos más antiguos de los Cuatro Fantásticos, el Mago; después de un enfrentamiento con ese supervillano, que escapó con Cole, Storm permaneció con la esperanza de conocerla de nuevo. Durante un tiempo, Storm se convirtió en el Heraldo del poderoso ser cósmico Galactus, convirtiéndose en el Niño invisible después de cambiar de poderes con su hermana y compañera de equipo, Susan Richards, la Mujer Invisible.
Durante la transición de Civil War 2006-2007 en toda la compañía, en la que la comunidad superpoderosa se divide en la Ley de Registro de Superhumanos, que les obligó a registrarse y convertirse en agentes del gobierno de EE. UU., Storm y su hermana se aliaron con la rebeldes clandestinos, los Vengadores secretos. Poco después, durante el crossover de toda la compañía "Secret Invasion", los Skrulls son extraterrestres que cambiaban de forma intensificaron su infiltración clandestina de la Tierra. Storm se reunió brevemente con su exnovia Skrull, Lyja. Aunque es parte de la fuerza invasora, descubre que aún siente algo por él y que no cumple su misión de sabotaje. Ella regresa con su gente, insegura de sí misma y de cualquier relación futura.

### Muerte y regreso
En la conclusión de la historia de los "Tres", en Fantastic Four #587, la Antorcha Humana al parecer muere luchando contra una horda de alienígenas en la Zona Negativa haciendo la supernova. La serie terminó en la siguiente edición, #588, y se relanzó en marzo de 2011 simplemente como FF. Spider-Man tomó el puesto de la Antorcha en el equipo, ya que Johnny se lo pidió en su testamento.
Más tarde se reveló que la Antorcha Humana fue revivida por una especie de criaturas similares a insectos que fueron implantadas en su cuerpo por Annihilus en un intento de forzar a Storm a abrir el portal de la Zona Negativa. Finalmente, Storm escapa, y Richards determina que Storm estuvo en el otro lado del portal durante dos años desde su perspectiva.
La Antorcha Humana se convierte en embajador dentro de la sociedad Inhumana y se une al Escuadrón de Unidad de Vengadores de Steve Rogers y ayuda a Rogue a incinerar las partes telepáticas del cerebro del profesor Xavier. Se convierte en un multimillonario cuando hereda la riqueza de Reed Richards y Sue Storm y utiliza el dinero para reconstruir la Mansión de los Vengadores y la filantropía. Aparentemente es aniquilado cuando agarra un objeto cósmico llamado Pyramoids durante la lucha entre la Legión Letal y el Orden Negro en Perú, pero se restablece después de que Rayo Viviente gana un juego de póquer de altas apuestas contra el Gran Maestro.
Para ayudar a Thing a hacer frente a la desaparición de Míster Fantástico y Mujer Invisible, Antorcha Humana lo lleva en un viaje por el Multiverso utilizando el Multisect para encontrarlos. No han podido encontrar al Señor Fantástico e Mujer Invisible cuando regresan a la Tierra-616 con las manos vacías. Antorcha Humana y Thing se reunieron con Míster Fantástico y Mujer Invisible para ayudar junto con otros superhéroes que formaban parte de los Cuatro Fantásticos (incluido sorprendentemente el Hombre de Hielo de los X-Men) a luchar contra el Griever al final de todas las cosas después de que Míster Fantástico convenciera al Griever para que lo dejase invocar a la Antorcha Humana y Thing. Cuando The Thing y sus compañeros de equipo finalmente regresan a 616, mientras Future Foundation se queda atrás para seguir aprendiendo multiverso, The Thing les revela que le propuso matrimonio a Alicia y que están a punto de casarse pronto. Aunque el edificio Baxter ahora es propiedad de un nuevo equipo de superhéroes, Fantastix, The Thing permite a sus compañeros de equipo usar su ciudad natal, Calle Yancy, como su base de operaciones actual. Más tarde se compromete con Skye en el Planeta Spyre, quien luego se une a los Cuatro Fantásticos para aprender sobre la Tierra y sus otros superhéroes además de ellos.
Debido al mecanismo del Doctor Doom, Johnny Storm está permanentemente atrapado en su forma de Antorcha Humana. Después de salvar a los Vigilantes, restaurar el poder de Uatu, devolver a Nick Fury Sr. a la normalidad y liberar a Galactus de ser controlado por una Armadura Destructora, con la ayuda de otros superhéroes en todo el universo, incluido Doom durante la Guerra del Juicio, Johnny decide quedarse en Spyre en busca de una cura para poder desactivar su forma de Antorcha Humana una vez más.

## Romances
La Antorcha Humana ha estado involucrado en varias relaciones amorosas a lo largo de los años, incluyendo, entre otros, la Inhumana Crystal, miembro en formación y futura heralda de Galactus, Frankie Raye, la agente Skrull Lyja disfrazada de Alicia Masters, la Atlante Namorita, la Inhumana Medusa y miembro de los X-Men, Rogue.
Crystal disolvió su relación con él debido a los efectos adversos de la contaminación dentro de los centros de población de Homo sapiens. Frankie Raye terminó su relación con él cuando ella aceptó la oferta de Galactus de convertirse en su nuevo heraldo.
Lyja, mientras estaba bajo el disfraz de la exnovia de Thing, Alicia Masters, mantuvo una relación a largo plazo que incluía el matrimonio con la Antorcha, hasta que se reveló que su verdadera naturaleza era como agente doble Skrull. Aunque los dos intentaron la reconciliación después de que se supo que su "hijo" era en realidad un arma implantada para ser utilizada contra los Cuatro Fantásticos, finalmente se separaron en términos menos favorables.
La breve relación de Antorcha con Namorita duró hasta que él siguió una carrera en Hollywood. Se sugiere que tuvo una breve relación con su líder de Uncanny Avengers / Unity Squad, Rogue, y luego tuvo una relación de rebote con Medusa (la hermana de Crystal). Él y Rogue parecen haber reanudado su relación, que se considera como un secreto a voces. Sin embargo, esta relación llegó a su fin después de su aparente muerte y cuando Rogue reavivó su relación con Gambito. También ha tenido relaciones con mujeres civiles.

## Poderes y habilidades
Johnny Storm ganó varios poderes sobrehumanos como resultado de los efectos mutagénicos de la radiación cósmica a la que estuvo expuesto, todos los cuales están relacionados con el fuego. Su principal poder es la capacidad de envolver su cuerpo en plasma ardiente sin causarle daño, en donde es capaz de volar proporcionando el empuje detrás de sí mismo con su propia llama, y también generar poderosas corrientes y / o bolas de fuego. Él también puede manipular su llama de tal manera para darle forma de anillos y otras formas. Incluso cuando no está envuelto en llamas, Storm tiene la habilidad de controlar cualquier llama dentro de su rango de visión inmediata, haciendo que aumente, disminuya o se mueva en un patrón dirigido por sus pensamientos. Además, él es capaz de absorber el fuego / plasma en su cuerpo sin efectos perjudiciales. Él ha demostrado su habilidad para detectar huellas de calor (visión infra-roja).
El campo de plasma que rodea su cuerpo es lo suficientemente caliente como para vaporizar los proyectiles que se le acercan, incluyendo balas. Generalmente, él no extiende esta llama a más de pocos centímetros de su piel, para así no encender objetos cercanos. Storm se refiere a su producción máxima de llamas como "Supernova", la cual puede liberar en todas las direcciones. La llama de cualquier temperatura inferior a esta no puede quemar o dañar a la Antorcha. Este efecto "nova" puede ocurrir de manera espontánea cuando él absorbe una cantidad excesiva de calor, a pesar de que él momentáneamente puede suprimir la liberación cuando es necesario, con un considerable esfuerzo. Storm también puede dirigir rayos momentáneos de la "Supernova" como un arma.
Storm ha demostrado un control suficiente como para que él pueda sostener a una persona al estar en llamas sin que la persona sienta un calor incómodo. Su conocimiento se extiende a la información general sobre el fuego, con el apoyo de visitas regulares a varias conferencias en estaciones de bomberos en Nueva York. Durante un enfrentamiento con Kraven el Cazador donde fue envenenado, Johnny fue capaz de curarse sobrecalentando su sangre para quemar la toxina sin que Kraven se diera cuenta.
La habilidad de Storm para encenderse está limitada por la cantidad de oxígeno en su entorno, y su llama personal ha sido extinguida por cantidades suficientes de agua, espuma ignífuga, y entornos al vacío. Él puede volver a encenderse inmediatamente una vez que se devuelva su oxígeno, sin efectos negativos.
Al principio de su carrera, como es visto en Fantastic Four #1-2, Storm fue representado como la transmutación de su propio cuerpo en una llama viviente; en todos las apariciones posteriores su poder consistía en la generación de un aura de fuego.
Storm fue entrenado en combate cuerpo a cuerpo por La Mole, y es muy hábil en el uso de sus poderes sobrehumanos en combate. Él también es un conductor, mecánico y diseñador de autos de carreras.

## Otras versiones

### 1602
En el universo de Marvel 1602, Jon Storm es un joven fanático que debe abandonar Londres después de un duelo. Junto con su hermana, que está escapando de un hombre que no ama, se une a Sir Richard Reed en sus exploraciones, y queda atrapado en la radiación de la Anomalía, convirtiéndolo en una Antorcha Humana. Los Cuatro continúan sus exploraciones hasta que son capturados por Otto von Doom antes de la miniserie original de 1602.
Al comienzo de la miniserie 1602: el Fantastick Four, Jon se reincorporó a la alta sociedad, y una vez más se ve envuelto en un duelo, esta vez con Lord Wingfoot, quien está comprometido con la versión 1602 de Doris Evans. Cuando lo llaman para luchar contra Otto von Doom, él secuestra a Doris y la lleva con ellos, creyendo que esto es para su propio bien.

### Era de Apocalipsis
En la Era de Apocalipsis, Johnny nunca se convierte en la Antorcha Humana. En cambio, él está entre la tripulación de Reed Richards, junto con Ben Grimm como piloto y Susan, la hermana de Johnny. Reed Richards intenta evacuar a un contingente completo de refugiados en su propia nave experimental, pero un saboteador mutante interfiere con el lanzamiento. Johnny y Reed se sacrifican para salvar a los demás de las fuerzas de Apocalipsis.

### Tierra-98
En el universo de la Tierra 98, Johnny se casó con Crystal y tiene una hija llamada Luna y un hijo llamado Ray. Él es también el líder de los Cuatro Fantásticos. Apareció por primera vez en Fantastic Four / Fantastic 4 Annual (1998).

### Tierra-65
En el universo de Ghost-Spider, Susan y Johnny Storm desaparecieron en un viaje a Latveria. Cuando regresan a Nueva York, se les muestra retorcidos al mal y asesinos de su propia madre.

### Tierra-A
La versión Tierra-A de Johnny no se une a Reed y Ben en su viaje al espacio. Sirve en la Guerra de Vietnam, donde se cree que fue asesinado. Sin embargo, Johnny es encontrado y salvado por Arkon, quien le otorga superpoderes y la nueva identidad de Gaard.

### Heroes Reborn
En la historia de Heroes Reborn del Universo Marvel, creada después de una batalla con Onslaught, Johnny es propietario de un popular casino y parte del respaldo financiero del plan de Reed Richards para ir al espacio. La huella de su mano es una de las dos (la otra es la de su hermana) necesarias para el lanzamiento. Su rivalidad con Ben Grimm ahora se extiende a áreas mucho más peligrosas, como un juego potencialmente mortal de 'gallina' sin pensar en la vida de la mujer en su asiento de pasajero.
Después de ser atacado por agentes del Doctor Doom, Johnny termina yendo al espacio en el prototipo de nave espacial de Reed, ya que realmente no tenía adónde ir. Toda la base de lanzamiento había sido tomada por las fuerzas enemigas y estaba a millas de distancia de la civilización. Es durante el vuelo que una anomalía cósmica lo imbuye a él y a los demás con sus poderes. Después del accidente del prototipo, Johnny demostraría ser más confiable, recuperando a Reed Richards y rescatando a su propia hermana.

### House Of M
En la serie limitada House of M: Iron Man, Johnny Storm participa en un programa de telerrealidad llamado Sapien Death Match. No tiene superpoderes inherentes, pero usa una armadura potenciada que tiene la habilidad de "encender llamas".

### Marvel Mangaverso
En los cómics de Marvel Mangaverso, la Antorcha Humana está representada por dos personajes separados que abarcan dos continuidades muy diferentes. El primer personaje es un miembro del Equipo de Respuesta de Metatalentos de Megaescala Los Cuatro Fantásticos en la Tierra-2301a y el espejo opuesto de Johnny Storm de la Tierra-616 en términos de personalidad. El equipo usa paquetes de energía para aumentar sus talentos y manifestarse en niveles del tamaño de un mecha para combatir monstruos del tamaño de Godzilla que parecen atacar constantemente la Tierra. En el volumen dos de Mangaverso, que tiene lugar en la Tierra-2301b, el personaje de Johnny Storm ha sido reemplazado por una joven llamada Jonatha Storm, que es la media hermana de Sioux Storm. Jonatha es bastante impulsiva; a veces cabalgando hacia la batalla cantando "Soy la Diosa del Fuego del Infierno". Ella niega ser impulsiva y dice que solo se la puede describir de esa manera en comparación con sus compañeros de equipo "neuróticos". En New Mangaverse, Jonatha está ligeramente rediseñada para parecer unos años más joven que en el volumen uno de Mangaverse, y ya no usa el cabello en múltiples trenzas, sino que luce dos coletas a cada lado de la cabeza. Después de presenciar el asesinato de los otros miembros de los 4 Fantásticos por asesinos sobrenaturales, se une a Spider-Man, Spider-Woman (Mary Jane Watson),  Black Cat, Wolverine y Iron Man, con la esperanza de vengarse.

### Marvel Zombies
En este universo alternativo, el enloquecido Reed Richards infecta recientemente a Johnny Storm, Sue Storm y Ben Grimm con el virus zombi. Luego, los tres convierten a Reed en un zombi y los cuatro se enfurecen con los otros zombis. Finalmente, Reed contacta a Ultimate Reed y logra que venga al universo infectado. Johnny viaja con los otros tres al Ultimate Universe. Atacan a los Cuatro Fantásticos allí, pero se frustran y están encerrados en una celda de contención. Johnny come animales vivos y detesta la versión Ultimate de sí mismo, comentando que odia especialmente su cabello. Cuando escapan, los cuatro atacan el edificio Baxter, Ultimate Reed cambia de cuerpo con Ultimate Doom y se enfrenta a los cuatro zombis. Johnny es visto por última vez siendo destrozado y extinguido por Reed en el cuerpo del Dr. Doom.

### MC2
En el futuro alternativo de MC2, Johnny lidera a Los 5 Fantásticos. Está casado con Lyja y tienen un hijo Torus Storm (que se hace llamar "Super-Storm" cuando interpreta a un héroe). Torus ha heredado los poderes de llama de su padre y los poderes de estiramiento / cambio de forma de su madre.

### Spider-Gwen
En este universo protagonizado por Gwen Stacy como Spider-Woman, la familia de Johnny y Susan son protagonistas de una serie de televisión y aún son niños. Silk toma una revista que dice que están entrando en su cuarta temporada.

### Spider-Verse
En el evento Spider-Verse del cómic Amazing Spider-man, Scarlet Spider (Kaine) y Spider-Man (Ben Reilly) se encontraron y lucharon contra Johnny Storm (Tierra-802), quien es el Jefe de Seguridad del Edificio Baxter y sirve a uno de los Herederos, Jenix.

## En otros medios

### Televisión
- La Antorcha Humana era un personaje regular en la serie animada de 1967, Fantastic Four, con la voz de Jack Flounders.
- La Antorcha Humana no apareció en la serie animada de 1978, Fantastic Four, y fue reemplazado por un robot llamado H.E.R.B.I.E. Los derechos de televisión de Human Torch habían sido autorizados por separado, aunque nunca se utilizaron, para una película piloto de televisión de Universal Studios, lo que impidió el uso de Antorcha en la serie. Por la misma razón, la Antorcha Humana se suponía que era uno de los personajes principales de Spider-Man and His Amazing Friends, pero Firestar se creó en su lugar.[61]
- La Antorcha Humana aparece en serie animada de 1994, Fantastic Four, con la voz de Brian Austin Green en la primera temporada y la de Quinton Flynn en la segunda.
- La Antorcha Humana y el resto de los 4 Fantásticos aparecen en los episodios de las Guerras Secretas en la serie animada de 1994, Spider-Man, con la voz de Quinton Flynn.
- La Antorcha Humana aparece en la serie de televisión de 2006, Fantastic Four: World's Greatest Heroes, con la voz de Christopher Jacot.
- Una versión de la Antorcha Humana aparece en la serie animada de El Escuadrón de Super Héroes, con la voz de Travis Willingham[62] en inglés y la de José Antonio Macías en español.
- La Antorcha Humana aparece en la serie animada de The Avengers: Earth's Mightiest Heroes, con la voz de David Kaufman.
- La Antorcha Humana aparece en la serie de Hulk and the Agents of S.M.A.S.H., en el episodio de la primera temporada, "Monstruos Nunca Más", con la voz de James Arnold Taylor.[63]

### Cine
- Jay Underwood interpretó a Johnny Storm en la película Los Cuatro Fantásticos producida por Roger Corman.
- La Antorcha Humana aparece en la duología Los Cuatro Fantásticos de Tim Story, interpretado por Chris Evans:
  - Introducida en Los 4 Fantásticos (2005), esta versión es un joven inteligente, aunque arrogante, de unos veinte años que ama los deportes extremos. Él es el hermano menor de Susan Storm, que trabaja en Industrias Von Doom como jefe del Departamento de Ciencias de Víctor von Doom.
  - En Los 4 Fantásticos y Silver Surfer (2007), cuando la boda de su hermana mayor es interrumpida por Silver Surfer, Johnny persigue al Surfer y pierde la confrontación posterior. Debido a su contacto con el Surfer, Johnny es capaz de intercambiar poderes con cualquiera de sus compañeros de equipo a través del contacto físico. Este cambio frustra su intento de atrapar al Silver Surfer cuando accidentalmente cambia de poderes con Reed. Sin embargo, cuando Doom roba el deslizador y los poderes del Surfer, Johnny usa su cambio para absorber los poderes de todo el equipo, usando la invisibilidad de Sue y sus propios poderes de flama para acercarse sigilosamente a Doom antes de dominarlo con la fuerza de la Mole y la elasticidad de Reed. Pierde la habilidad de cambiar de poderes cuando entra en contacto con el Surfer por segunda vez.
  - Chris Evans repitió el papel en un cameo en la película de Marvel Cinematic Universe Deadpool & Wolverine (2024).[64]En la película, Johnny ha sido exiliado al Vacío por la Autoridad de Variación Temporal, y es parte de una resistencia contra Cassandra Nova. Es capturado junto con Deadpool y Wolverine cuando sus poderes resultan ineficaces contra Pyro, uno de los ejecutores de Nova. Nova asesina a Johnny quitándole la piel cuando Deadpool afirma que Storm la insultó en una diatriba elaboradamente profana, a pesar de las protestas de Johnny. A lo largo de la película, Wolverine sostiene el asesinato de Johnny sobre la cabeza de Deadpool, solo para que la escena poscréditos revele que Deadpool, de hecho, estaba citando a Johnny palabra por palabra.
- Simon Rex interpretó a la Antorcha Humana en la película de suplantación Superhero Movie (2008).[65]
- La Antorcha Humana aparece en Los 4 Fantásticos (2015), interpretado por Michael B. Jordan.[66][67][68]Esta versión es el hermano adoptivo de Susan Storm, quien obtuvo sus poderes durante una expedición fallida al Planeta Cero e inicialmente usó un traje especial para controlar sus poderes. Después de que Víctor von Doom regresó del Planeta Cero y estaba haciendo su camino de regreso a la Puerta de Quantum para alcanzar sus objetivos, Johnny quedó devastado cuando Víctor mató a Franklin Storm. Johnny más tarde ayudó a Reed, Susan y Ben a luchar contra Víctor.
- La Antorcha Humana aparece en la película del Universo cinematográfico de Marvel (UCM) Los Cuatro Fantásticos: primeros pasos (2025) y repetirá el papel en Avengers: Doomsday (2026) y Avengers: Secret Wars (2027), interpretado por Joseph Quinn.[69][70]

### Videojuegos
- La Antorcha Humana hace una aparición especial en The Amazing Spider-Man 2, para Game Boy y PlayStation 2.
- La Antorcha Humana (junto con el resto de los 4 Fantásticos) hace un cameo en Spider-Man and Venom: Maximum Carnage para los sistemas SNES y Sega Genesis.
- La Antorcha Humana es uno de los miembros de los 4 Fantásticos que hacen una aparición en Spider-Man para SNES.
- La Antorcha Humana ocupa un lugar destacado en el videojuego de 2000 Spider-Man, con la voz de Daran Norris.
- La Antorcha Humana aparece en su propio juego titulado Fantastic 4: Flame On, solo para Game Boy Advance.
- Johnny es un personaje jugable en el videojuego basado en la película de 2005 Fantastic Four, con la voz de Chris Evans con Quinton Flynn, y en el videojuego basado en la película de 2007 Fantastic Four: Rise of the Silver Surfer, con la voz de Michael Broderick.
- La versión Ultimate de la Antorcha Humana apareció en el videojuego de 2005 Ultimate Spider-Man, con la voz de David Kaufman.
- La Antorcha también apareció como un personaje jugable en Marvel Nemesis: Rise of the Imperfects, con la voz de Kirby Morrow.
- La Antorcha Humana es un personaje jugable en Marvel: Ultimate Alliance, con la voz de Josh Keaton.
- La Antorcha Humana es un personaje jugable en Marvel: Ultimate Alliance 2, con la voz de David Kaufman.
- La Antorcha Humana es un personaje jugable en Marvel Super Hero Squad Online, con la voz de Anthony Del Río.
- La Antorcha Humana es un contenido descargable para el juego Little Big Planet, como parte de "Marvel Costume Kit 2".[71]
- La Antorcha Humana es un personaje jugable en el juego de Facebook Marvel: Avengers Alliance.
- La Antorcha Humana será un personaje jugable en el próximo MMORPG Marvel Heroes.
- La Antorcha Humana es un personaje jugable en Lego Marvel Super Heroes, expresado nuevamente por Roger Craig Smith.[72]
- La Antorcha Humana aparece como carta jugable en el juego de cartas Marvel Snap,

### Música
- La banda Veintiuno hace referencia a este superhéroe en el tema "Antorcha humana" del álbum "Nada parecido".